# Une chance de trop (roman)
Pour la mini-série de Francois Velle, voir Une chance de trop.
Une chance de trop (No Second Chance) est un roman policier à suspense de l'écrivain américain Harlan Coben publié en 2003.

## Résumé
Marc Seidman, chirurgien plasticien d'une banlieue de New York, se trouve chez lui un matin quand, tout à coup, plus rien. Il reprend conscience dans un lit d'hôpital après douze jours de coma. Dès son réveil, un policier fait irruption dans sa chambre et lui annonce qu'il s'est fait tirer dessus. Sa femme, Monica, a été retrouvée morte à la suite de cette agression à leur domicile. Mais que s'est-il passé ce matin-là ? Et où est Tara, sa fille de six mois ?
Où l'a-t-on emmenée et après ces douze jours, est-elle encore en vie ? C'est ce que Marc va tenter de découvrir, grâce à ses proches amis et à son amour de jeunesse Rachel Mills, ancien agent du FBI.

## Personnages
- Marc Seidman, chirurgien plastique de 34 ans dans une banlieue de New York. Blessé par balles à son domicile. Sa vie bascule lorsqu'il apprend la mort de sa femme et la disparition de sa fille.
- Monica Seidman, jeune femme belle et fortunée, mère de Tara et épouse de Marc Seidman, tuée par balle le matin de l'agression.
- Tara Seidman, fille de Marc et de Monica, âgée de six mois lorsqu'elle disparaît le matin de l'agression.
- Rachel Mills, nouvellement veuve et ancien agent du FBI, amour de jeunesse de Marc Seidman.
- Lenny , meilleur ami de Marc depuis l'enfance et avocat de profession. Lenny soutient Marc et suit de près l'affaire Tara Seidman.
- Edgar Portman, père de Monica, homme fortuné qui reçoit plusieurs demandes de rançon.
- Bob Regan, inspecteur de police de la banlieue de Kasselton, qui suit l'affaire de près au côté de son équipier.
- Tickner, autre agent de police s'occupant de l'affaire Seidman
- Carson Portman, oncle de Monica, apprécié de cette dernière et de Marc.
- Honey Seidman, mère de Marc Seidman, veillant sur son mari, le père de marc, condamné au fauteuil roulant à la suite d'une attaque cardiaque.
- Stacy Seidman, jeune sœur de Marc, dépendante aux substances illicites.

## Adaptation
En 2015, le roman est adapté à la télévision dans le cadre d'une mini-série franco-belge de six épisodes sur TF1 : Une chance de trop. Harlan Coben en est le coproducteur. Alexandra Lamy interprète le rôle principal en compagnie de Pascal Elbé.